# اسنوک (تگزاس)
اسنوک، تگزاس (به انگلیسی: Snook, Texas) یک شهر در ایالات متحده آمریکا با جمعیت ۵۶۸ نفر است که در تگزاس واقع شده‌است.

## موقعیت جغرافیایی
موقعیت جغرافیایی شهرها و مناطق اطراف به شرح زیر است: